# Вільгельм Мурр
Вільгельм Мурр (нім. Wilhelm Murr; 16 грудня 1888, Есслінген — 13 травня 1945, Егг) — партійний діяч НСДАП, обергрупенфюрер СС (30 січня 1942).

## Біографія
Син слюсаря, в 5 років втратив батька. Отримав торгову освіту. Працював торговим представником в промисловості і торгівлі. В 1914 році добровольцем вступив в армію. Учасник Першої світової війни на Західному і Східному фронтах. В 1922 вступив в НСДАП, керівник ортсгрупи в Есслінгені. 6 серпня 1925 року повторно вступив в НСДАП (партквиток №12 873), орстгрупенляйтер, крайсляйтер і керівник пропаганди гау. З 1 серпня 1928 року — гауляйтер Вюртембергу. 14 вересня 1930 року обраний депутатом Рейхстагу від Вюртембергу. 8 березня 1933 року призначений імперським комісаром. З 15 березня 1933 року — державний президент, міністр економіки і внутрішніх справ Вюртембергу. З 5 травня 1933 року — імперський намісник Вюртембергу. З 1933 року — депутат Вюртемберзького ландтагу. 9 вересня 1934 року вступив в СС (посвідчення №147 545). З 1 вересня 1939 року — імперський комісар оборони 5-го військового округу, з 16 листопада 1942 року — Вюртембергу. Після вступу союзників на територію гау 19 квітня 1945 року виїхав в Штутгарт, де переховувався під прізвищем Мюллер. Під цим прізвищем захоплений разом з дружиною французькими військами і розстріляний (за іншою версією,наклав на себе руки).

## Нагороди
- Залізний хрест 2-го і 1-го класу
- Золотий партійний знак НСДАП
- Почесний хрест ветерана війни з мечами
- Почесний громадянин міста Беблінген — позбавлений 13 жовтня 2011 року.